# HMS E27
HMS E27 – brytyjski okręt podwodny typu E. Zbudowany w latach 1916–1917 w Yarrow Shipbuilders, Glasgow. Okręt został wodowany 9 czerwca 1917 roku i rozpoczął służbę w Royal Navy w sierpniu 1917 roku pod dowództwem Lt. Cdr. Hervey-Macleaya. Okręt został przydzielony do Ósmej Flotylli Okrętów Podwodnych (8th Submarine Flotilla) stacjonującej w Harwich. 
W listopadzie 1918 roku należał do Dziesiątej Flotylli Okrętów Podwodnych (10th Submarine Flotilla) stacjonującej na rzece Tees.
E27 został sprzedany 6 września 1922 roku w Newport w Walii i zezłomowany.